# 小関恭司
小関 恭司（こせき きょうじ、1977年 - ）は、日本の映像作家（プロデューサー・監督・演出・ディレクター・活動領域は多岐に渡る）コンセプトデザイナー、クリエイティブイベント企画運営者、映像演技講師、実践哲学研究者。

## 人物
映像・映画の制作を基本的な活動としているが、実践哲学、メディア哲学にも造詣が深い。東洋大学リーダー哲学塾も修了しており、論文の執筆等もしている。東洋大学リーダー哲学塾終了後は、東京大学大学院総合文化研究科・教養学部附属「共生のための国際哲学研究センター」（UTCP）が主催する哲学研究会にも精力的に参加している。
同姓同名の株式会社リンクスK代表取締役とは別人である。

## 来歴
1977年、東京都渋谷区に生まれた。育ちは目黒区で、少年期、青年期より地元の東京都目黒区との交流は盛んであり、高校生の時に目黒区の社会教育の研究会で、パネリストを務めた経験等あり、「目黒Sun祭り」では、長年に渡り実行委員会のスタッフを務める。
少年期に観た『バック・トゥ・ザ・フューチャー』『E.T.』『グーニーズ』等のスティーヴン・スピルバーグ関連作品に影響を受け映画監督になることを決意する。
1997年、和光大学入学。2001年に和光大学経済学部経営学科を卒業し、同大学研究生となり『映像ビジネス』を研究する傍らフリーランスの映像クリエイターとして活動を始める。1998年頃、大学在学中よりドキュメンタリー監督に師事し、助監督を務めた時期があった。
2004年単身、オーストラリアへ渡る。現地では、TBSテレビのドラマ『世界の中心で愛を叫ぶ』のロケーションコーディネイター等を務めた。
2005年帰国後、株式会社シースリーフィルム・株式会社TYOとCM・映像制作会社2社を経て2009年フリーランスの映像作家・映像クリエイターとして活動を始める。2007年10月、東京国際ファンタスティック映画祭 デジタルショートアワード で、監督したショートフィルム『夢現-Rad-』が佳作に入選し、映画館で上映された。
2015年3月、演出を担当した「お部屋探しHOME’S」のPR映像 『家賃とお部屋の条件を天秤にかけて事件を解決！HOME’Sのすごい天秤』がテキサス州サウス・バイ・サウスウエストに出展された。
2016年11月、『Runfeee』のPR映像の演出を担当し、カンヌライオンズ 国際クリエイティビティ・フェスティバルに出展された。
社会人になってから和光大学の大学院に進学。大学院在学中の2011年頃より、OBであることに加え広告・映像の実務経験を買われる形で和光大学で講演や特別講義をおこなう。2015年に和光大学社会文化総合研究科社会文化論専攻を修了。修士論文は「地上デジタル放送化後の広告・映像業界の経営戦略に関する研究」。
在学中から交友のあった東洋大学の小川純生名誉教授に招聘される形で東洋大学でも講演や特別講義を行う。
この他、映像演技の講師や、ナレーター・声優養成所の講師も務めている。
ミュージカル俳優の中村翼はワークショップでの教え子である。
2019年、社会情報大学院大学 実務家教員養成課程に入学し2020年に修了、文部科学省認定「職業実践力育成プログラム」(BP)を取得した。

## 思想・活動など
チャリティーに関しての意識が高く、大震災のチャリティーや、コロナ禍におけるアーティスト支援やライヴハウス支援の活動も多い。東日本大震災の際には、目黒区田道住区住民会議共催の目黒区民まつり実行委員会の後援を受け、2年連続で『east foR EAST 表現者達による東日本大震災チャリティーイベント』を主催した。
新型コロナウィルスが感染拡大によりアーティストやライヴハウスが経営危機に迫られる中、『コロナ禍における ライヴハウス支援・アーティスト支援 チャリティーイベント 『アーティストにエールを!!!』を3回主催した。
大学院に通い始めた頃より「哲学」に興味関心が深まり東洋大学リーダー哲学塾に入学した。ファイナルレポートとして「クリエイティブ業界と会社経営から考察する『労働とリーダーシップの関係』を共同執筆した。修了後には、更に哲学への関心が深まり、東京大学大学院 総合文化研究科・教養学部附属「共生のための国際哲学研究センター」（UTCP）が主催する哲学研究会にも精力的に参加している。2020年1月自分自身でも『実践哲学サロン・で・ラボ』という「メディア哲学」や「リーダー哲学」等を扱う研究会を立ち上げた。

## 「ジョージ」「カントク」という愛称
- 本名は「きょうじ」だがオーストラリア在住の時に、オーストラリア人が「きょうじ」と言う発音が出来ない人が多く、彼らにとって近い発音の「ジョージ」が定着してしまいオーストラリア在住時はビジネスネームが「ジョージ」となり、帰国後も、外国人の友人や帰国子女の友人からは「ジョージ」と呼ばれている。
- 小関の映像制作に関わるスタンスは幅広く「プロデューサー〜コンセプトデザイナー、コーディネイター」にまで多岐に渡るが、ショートフィルム等で監督時に携わった人は「カントク」と呼んでいる。また、友人の美容師にも監督としての側面しか知らないせいか「カントク」と呼ばれている。

## 作品

### CM･PR映像
演出作品
- 明治 十勝 北海道スマートチーズTV-CM 改訂版
- 明治  新•十勝カマンベール セールスビデオ
- 明治  新•十勝カマンベール 十勝工場紹介ビデオ
- 東急でんき&ガス てるまるの一日 Web-CM 　×３type
- 東芝 dynabook  Webスペシャルムービー（有村架純）
- 明治 ほほえみ　らくらくミルク TVインフォマーシャル
- SNOW  胸キュンSNOW電話キャンペーン　Web-CM
- NIKE  SPORTS FINDER PR VIDEO（本国向け・英語企画）
- さがみ湖リゾート  イルミリオンTV-CM 改訂版
- ケーズデンキ CM　改訂版
- HOME’S 『すごい天秤』　Webショートムービー【 ※英語で演出 】
  - アメリカ テキサス州 SXSW(サウスバイサウスウエスト)出展
- マネックス証券 エープリル企画 Webショートムービー
- ANA Cargo  匠プロジェクトVP シリーズ（複数） 【 ※英語企画・英語台本 】
- ピジョン　Runfee　カンヌ国際広告祭 Runfee PR映像 【 ※英語企画・英語台本 】
- KOSE クリアプロ 全国ドラッグストア 店頭音声PR （真矢みき）
- LPLPシャンプー(リュ・シウォン)　VP
- Avex JUN from U-KISS ミュージックビデオDVD特典映像

制作・ラインプロデューサー作品
- イトーヨーカドーTV-CM シリーズ(複数)
- デアゴスティーニ・JAPAN TV-CM
- 伊藤園　天然ミネラル麦茶　TV-CM
- ブルボンTV-CM 　プチ/アルフォート
- Family Mart TV-CM（複数）
- ららぽーと　TV-CM
- GODIVA アニヴァーサリー Webムービー
- ビジネスチャット Chat Luck TV-CM Webムービー
- リクルート 社会の湯 Web-ムービー
- イトーヨーカドー　全国TV-CM Web-CM
- 東芝 dynabook  TV-CM
- 東芝 dynabook  Web-CM
- さがみ湖リゾート プレジャーフォレスト『夏を休むな！篇』CM
- 協和発酵バイオ オルニチン TV-CM
- 協和発酵バイオ オルニチン インフォマーシャル（やくみつる）
- 日本ナットウキナーゼ協会  TV-CM シリーズ複数 （中井美穂）
- NHK BSプレミアム  押しましょキャンペーン（吉田 羊）
- SNOW  一眼スタンプ　TV-CM
- SNOW  一眼スタンプ　Web-CM
- SNOW  ハロウィン　  Web-CM
- Aura 『You Raise Me Up』　ミュージックビデオ
- Avex JUN from U-KISS ミュージックビデオ メイキング
- NHK World (バイラルムービー)×複数 【英語企画】